# Liste von Persönlichkeiten der Stadt Moers
Diese Liste von Persönlichkeiten der Stadt Moers umfasst die Bürgermeister, Ehrenbürger, Söhne und Töchter der Stadt sowie weitere Persönlichkeiten mit Bezug zur Stadt.

## Bürgermeister
An der Spitze der Stadt Moers standen von 1300 bis 1795 der Bürgermeister, die Schöffen und der Rat. Die Bevölkerung konnte durch sogenannte „Gemeinsleute“ auf den Rat Einfluss nehmen. In französischer Zeit war der Bürgermeister zugleich Präsident des Kantons Moers. Ab 1815 wurden Bürgermeister und Stadtverordnete nach der preußischen Ordnung gewählt.
Der wendige Fritz Eckert schaffte es, von der Kaiserzeit über die Weimarer Republik bis in den Nationalsozialismus sein Amt zu bewahren. Danach wurde von den Nationalsozialisten der Bürgermeister aus den Reihen der NSDAP eingesetzt. Nach dem Zweiten Weltkrieg setzte die Militärregierung der Britischen Besatzungszone einen neuen Bürgermeister ein und 1946 führte sie die Kommunalverfassung nach britischem Vorbild ein. Danach gab es einen vom Volk gewählten „Rat der Stadt“, dessen Mitglieder man als „Stadtverordnete“ bezeichnet. Der Rat wählte anfangs aus seiner Mitte den Bürgermeister als Vorsitzenden und Repräsentanten der Stadt, der ehrenamtlich tätig war. Des Weiteren wählte der Rat ab 1946 ebenfalls einen hauptamtlichen Stadtdirektor als Leiter der Stadtverwaltung.
1999 wurde die Doppelspitze in der Stadtverwaltung aufgegeben. Seither gibt es nur noch den hauptamtlichen Bürgermeister. Dieser ist Vorsitzender des Rates, Leiter der Stadtverwaltung und Repräsentant der Stadt. Er wurde 1999 erstmals direkt von den Bürgern gewählt. Erster direkt gewählter Bürgermeister wurde Rafael Hofmann (CDU).

### Bürgermeister seit 1815
- 1815–1820: Wilhelm Urbach
- 1822–1830: von Nievenheim
- 1830–1850: Friedrich Adolf Vinmann
- 1850–1859: Karl von Strampff
- 1860–1864: Gottlieb Meumann
- 1864–1897: Gustav Kautz
- 1898–1910: August Craemer
- 1910–1915: Richard Glum
- 1917–1937: Fritz Eckert (ab 1933 in der NSDAP)
- 1937–1941: Friedrich Grüttgen (NSDAP)
- 1943–1945: Peter Linden (NSDAP)
- 1945–1946: Otto Maiweg (parteilos)
- 1946: Carl Peschken (CDU)
- 1946–1952: Willi Müller (SPD)
- 1952–1977: Albin Neuse (SPD)
- 1978–1999: Wilhelm Brunswick (SPD)
- 1999–2004: Rafael Hofmann (CDU)
- 2004–2014: Norbert Ballhaus (SPD)
- seit 2014: Christoph Fleischhauer (CDU)

### Stadtdirektoren 1946–1999
- 1946–1947: Otto Maiweg
- 1947–1952: Heinrich Hilger
- 1953–1965: Wilhelm zum Kolk
- 1966–1973: Wilhelm Jansen
- 1973–1985: Heinz Oppers 1973–1975 kommissarisch
- 1985–1994: Karl Friedrich Wittrock
- 1994–1999: Gerd Tendick

## Ehrenbürger
Die Stadt Moers hat folgenden Personen das Ehrenbürgerrecht verliehen (Auflistung chronologisch nach Verleihungsjahr):
- 1859: Friedrich Freiherr von Diergardt, Industrieller
- 1895: Otto von Bismarck, Reichskanzler
- 1904: John von Haniel, Landrat
- 1952: Jakob Schroer, Gutsbesitzer
- 1956: Johann Stegmann, ehemaliger Bürgermeister von Rheinkamp
- 1972: Albin Neuse, Bürgermeister
- 1995: Hanns Dieter Hüsch, Kabarettist

## In Moers geborene Persönlichkeiten

### Bis 1900
- 1640 (getauft 23. November), Hermann Crusius (auch Cruse), † 11. April 1693 in Moers, Schriftsteller und Lehrer
- 1697, 25. November, Gerhard Tersteegen, † 3. April 1769 in Mülheim an der Ruhr, Laienprediger, Mystiker und Dichter (Ich bete an die Macht der Liebe)
- 1719, Jost Friedrich Ludwig von Stechow, † 1. September 1760 in Breslau, preußischer Oberstleutnant
- 1761, 18. März, Eberhard van Spankeren, † 21. Februar 1840 in Eupen, evangelischer Geistlicher
- 1795, 25. März, Friedrich von Diergardt, † 3. Mai 1869, Industrieller und Seidenfabrikant
- 1796, 28. Januar, Friedrich Wilhelm Krummacher, † 10. Dezember 1868 in Potsdam, Pfarrer
- 1798, 7. Mai, Emil Wilhelm Krummacher, † 14. Januar 1886 in Bonn, Pfarrer; gehörte zur niederrheinischen Erweckungsbewegung
- 1817, 26. Juni, August Müller, † 30. Mai 1896 in Schwelm; Fabrikant und Gründer des Schwelmer Eisenwerk Müller & Co.
- 1833, 4. Juni, Franz Michael Zahn, † 5. März 1900 in Bremen, evangelischer Theologe und Inspektor der Norddeutschen Missionsgesellschaft
- 1838, 10. Oktober, Theodor Zahn, † 5. März 1933 in Erlangen, evangelischer Theologe
- 1853, 27. Juni, Theodor Kirchhoff, † 28. Oktober 1922 in Schleswig, Psychiater und Psychiatriehistoriker
- 1854, 20. Oktober, Richard Eickhoff, † 18. Februar 1931 in Remscheid, Gymnasialprofessor und Mitglied des Reichstags
- 1865, 22. März, Ernst Schultze, † 3. September 1938 in Göttingen, Psychiater und Hochschullehrer
- 1866, 10. April, Fritz Römer, † 20. März 1909 in Frankfurt am Main, Zoologe, Direktor des Senckenberg Naturmuseums in Frankfurt am Main
- 1868, 21. Juli, Heinrich Vielhaber, † 29. Oktober 1940 in Essen, Provinziallandtagsabgeordneter, Jurist, Vorstandsmitglied mehrerer Unternehmen
- 1869, 17. Januar, Georg Perthes, † 3. Januar 1927 in Arosa, Chirurg und Röntgenologe (Morbus Perthes)
- 1875, 21. Januar, Karl Hermann Zipp, † 19. März 1940 in Potsdam, Elektroingenieur
- 1875, 13. Februar, Alfred Rosenthal, † 6. September 1955 in Mar del Plata/ARG, Jurist, Fachautor und Emigrant
- 1887, 27. Oktober, Werner Paasche, † 20. Januar 1958 in München, Jurist, Ministerialbeamter und Vizepräsident des Bundesfinanzhofes
- 1895, 3. April, Werner Heynen, † 2. Juni 1969 in Heidenheim an der Brenz, nationalsozialistischer Waffenentwickler und Rüstungsmanager
- 1900, 20. Januar, Karl Bubenzer, † 12. November 1975 in Rheinberg, NSDAP-Kreisleiter, Landrat und stellvertretender Reichstierärzteführer
- 1900, 23. April, Herrmann Rudolf Bäcker, † 23. März 1944 als Offizier im Zweiten Weltkrieg, Professor für Philosophie an der Pädagogischen Akademie in Dortmund

### 1901 bis 1950
- 1913, 24. Februar, Henryk Keisch, 2. Juli 1986 in Ost-Berlin, Schriftsteller, Drehbuchautor, Generalsekretär des P.E.N.-Zentrums der DDR
- 1913, 3. Juli, Wolfgang Schmid, † 23. November 1980 in Bonn, klassischer Philologe, Hochschullehrer
- 1914, 18. Juli, Karlheinz Paffen, † 16. Oktober 1983 in Merzhausen, Geograph
- 1915, 23. März, Lotte Adolphs, Pädagogin
- 1916, 13. Februar, Willi Bars, † 22. Januar 2000 in Köln, Fußballspieler
- 1916, 3. April, Karl Terheyden, † 8. April 1995 in Bremerhaven, Kapitän und Nautiklehrer
- 1918, 16. Mai, Johannes Cremerius, † 15. März 2002 in Freiburg im Breisgau, Psychoanalytiker und Vorkämpfer für psychosomatische Medizin und Interdisziplinarität
- 1921, 2. Juli, Hans-Georg Lenzen, † 21. Juli 2014, Professor für Gestaltung, Kinderbuchautor (Onkel Tobi), Illustrator und Übersetzer
- 1921, 5. Oktober, Johann Atrops, † 26. Mai 2001, Gründungsrektor der Fachhochschule Köln
- 1922, 3. März, Wilhelm Maas, † 4. August 1993, Politiker (FDP/CDU)
- 1923, 30. März, Edith Biewend, † Februar 2005, Schriftstellerin
- 1923, 30. März, Walter Niephaus, † 2. November 1992 in Andernach, Schachspieler
- 1925, 6. Mai, Hanns Dieter Hüsch, † 6. Dezember 2005 in Windeck-Werfen bei Köln, Kabarettist, Schriftsteller
- 1929, 24. Januar, Schwabinger Gisela, † 25. Juli 2014, Chansonsängerin und Gastwirtin in München
- 1929, 31. Juli, Werner Röhrich, † 22. November 2003, Politiker und ehrenamtlicher Landrat des Kreises Wesel
- 1934, 13. Juni, Gralf-Edzard Habben, † 3. Mai 2018, Bühnenbildner
- 1935, 28. März, Hubert Hahne, † 24. April 2019 in Düsseldorf, Autorennfahrer
- 1938, 7. Mai, Heiner Faulenbach, evangelischer Hochschullehrer
- 1940, 4. Dezember, Herbert Keuth, Philosoph und Hochschullehrer
- 1942, 28. Juli, Günter Krivec, Leichtathlet, erster Moerser Olympiateilnehmer, Apotheker, Unternehmer
- 1945, 22. März, Werner Biermann, † 9. April 2016, Journalist, Dokumentarfilmer und Buchautor
- 1948, 5. Februar, Klaus Theo Schröder, † 12. Februar 2012, Staatssekretär im Bundesgesundheitsministerium
- 1950, 22. März, Herman Weigel, Filmproduzent und Drehbuchautor
- 1950, 12. März, Hermann Kaienburg, Historiker und wissenschaftlicher Mitarbeiter der KZ-Gedenkstätte Neuengamme
- 1950, 25. Januar, Rafael Hofmann, Jurist und Kommunalpolitiker
- 1950, 2. Oktober, Ralph Schicha, Schauspieler

### 1951 bis 1975
- 1952, 24. Januar, Siegmund Ehrmann, Politiker (SPD)
- 1953, Gerhard Vowe, Politikwissenschaftler
- 1953, 4. Juli, Rolf Giesen, Filmwissenschaftler, Filmjournalist und Sachbuchautor
- 1954, Reinhard Ermen, Kunstkritiker, Musikwissenschaftler und Publizist
- 1955, 10. Februar, Ulrich Schmissat, Schauspieler und Regisseur
- 1956, 24. Mai, Christoph Antweiler, Professor für Ethnologie
- 1956, 11. Juli, Jürgen Renn, Physiker und Wissenschaftshistoriker
- 1956, 31. August, Danny Dziuk, Musiker
- 1956, 3. Oktober, Marlies Busch, Textildesignerin und Sachbuchautorin
- 1957, 9. Juni, Thomas Rohkrämer, Historiker
- 1958, 13. März, Peter Schwelm, Leichtathlet, Sprinter
- 1958, 21. Juli, Helga Trüpel, Politikerin (Bündnis 90/Die Grünen)
- 1959, 7. November, Petra Platen, Handballspielerin, Professorin für Sportmedizin und Sporternährung
- 1960, 12. Oktober, Jürgen Fleck, Schachspieler, -autor und -komponist
- 1961, 18. Januar, Ralf Köpke, Diplom-Erziehungswissenschaftler, Bürgermeister der Stadt Neukirchen-Vluyn
- 1961, 10. Oktober, Michael Ringel, Journalist und Autor
- 1962, Friedrich Selter, Regionalbischof von Osnabrück
- 1962, 27. September, Jörg van Ommen, Autorennfahrer
- 1962, 14. Oktober, Wolfgang Haitz, Heavy-Metal-Schlagzeuger und -Texter
- 1963, Friedemann Pannen, Pastor
- 1963, 30. Juli, Uwe Träger, Theologe, Autor
- 1963, 29. November, Michael Wnuk, † 12. Oktober 2020 auf Curaçao, Profisegler, Fotograf, Blogger, Autor, Grafiker und Werbeunternehmer
- 1964, Bernhard Frings, Historiker
- 1964, 27. Februar, Michael Terwiesche, Politiker (FDP)
- 1965, 3. Dezember, Birgit Lohberg-Schulz, Schwimmerin, Olympiateilnehmerin
- 1966, 12. Mai, Friedhelm Hoffmann, Ägyptologe
- 1967, Antje Schmidt, Film-, Fernseh- und Theaterschauspielerin
- 1969, 23. Januar, Detlef Steves, Reality-TV-Persönlichkeit
- 1970, 24. August, Stephan Paßlack, Fußballspieler
- 1971, 24. Mai, Detlef Raabe, Jurist und Gewerkschaftssekretär
- 1974, 11. März, Bastian Asdonk, Autor, Journalist, Musiker und Mitgründer der Filmproduktionsfirma Hyperbole

### Ab 1976
- 1976, 2. Januar, Achim Kampker, Ingenieur und Erfinder
- 1977, 4. Dezember, Stefanie Klingemann, Bildhauerin
- 1978, 10. Juni, Sabrina Mulrain, Leichtathletin
- 1978, 19. Juni, Sonja Finck, deutsch-kanadische literarische Übersetzerin
- 1978, 26. Juli, Dragan Karanovic, Basketballspieler
- 1979, Jörg-Philipp Thomsa, Germanist und Historiker, Museumsleiter
- 1979, 5. Mai, Markus Grimm, Sänger, Liedermacher, Moderator, Musikjournalist und Autor
- 1980, 8. Oktober, Markus Ilgner, DJ, Musiker und Produzent
- 1981, 16. September, Martin Ziaja, Musiker
- 1982, 2. Juli, Timo Wess, Hockeynationalspieler
- 1982, 6. Juli, Christian Ehrhoff, Eishockeynationalspieler
- 1983, Wanja Wiese, Philosoph und Mathematiker
- 1983, 16. Juli, Dirk Mädrich, Basketballspieler
- 1984, 7. Juli, Chris Schulz, Schauspieler und Musicaldarsteller
- 1985, 28. Juli, Benjamin Wess, Hockeynationalspieler
- 1986, 2. März, Jennifer Oster, Fußballspielerin
- 1986, 15. März, Durmuş Bayram, Fußballspieler
- 1989, 8. Januar, André Huebscher, Eishockeyspieler
- 1989, 12. Januar, Tim Wendel, Fußballspieler
- 1989, 5. Februar, Robin Himmelmann, Fußballtorwart
- 1989, 8. März, Denis Hartwig, YouTuber
- 1991, 5. Juli, Mike Schulz, Handballspieler
- 1991, 9. Juli, Lisa Vitting, Schwimmerin
- 1991, 29. Juli, Jan Dieren, Politiker (SPD)
- 1991, 8. September, Dennis Helmich, Politiker (Bündnis 90/Die Grünen)
- 1991, 15. September, Phil Ofosu-Ayeh, deutsch-ghanaischer Fußballspieler
- 1992, 14. April, Gülhiye Cengiz, Fußballspielerin
- 1993, 28. April, Selman Iyi, deutsch-türkischer Schauspieler
- 1994, 28. Januar, Lina Victoria Schmeink, Regisseurin und Drehbuchschreiberin
- 1994, 20. Juni, Timon Krause, Mentalist
- 1995, 2. März, Sinan Kurt, deutsch-türkischer Fußballspieler
- 1995, 3. März, Maximilian Dittgen, Fußballspieler
- 1995, 24. Mai, Sahan Aybay, Profiboxer
- 1996, 9. August, Ahmet Engin, Fußballspieler
- 1997, 23. April, Joel Sadu Aminu, Basketballspieler
- 1997, 30. Juli, Taylan Duman, deutsch-türkischer Fußballspieler
- 1997, 31. Juli, Yina Liu, Volleyballspielerin
- 1998, 20. Juli, Erik Buschmann, Eishockeyspieler
- 2001, 24. März, Eduard Probst, Fußballspieler
- 2001, 21. Dezember, Kaan Kurt, Fußballspieler
- 2001, 27. Dezember, Luna Farina, deutsch-italienische Sängerin und Influencerin

## Bekannte Einwohner und mit Moers verbundene Persönlichkeiten
- Rudolf Apostel (* 1932), Politiker (SPD); Ratsmitglied der Gemeinde Rheinkamp und der Stadt Moers
- Ernst Bollmann (1899–1974), Handelsvertreter, Landrat und Kreisleiter der NSDAP
- Mehmet Boztepe (* 1988), Fußballspieler
- Fritz Büttner (1908–1983), Politiker (SPD)
- Adolph Diesterweg (1790–1866), Pädagoge
- Mustafa Doğan (* 1976), Fußballspieler
- Ludwig Erk (1807–1883), Musiklehrer und Komponist
- Johann Esser (1896–1971), Dichter und Gewerkschafter
- Holk Freytag (* 1943), Dramaturg, Regisseur und Intendant
- Martha Genenger (1911–1995), Schwimmerin
- Adolf Ludwig Hanckwitz (1808–1869), Lehrer, Turner und Politiker
- Scarlett Hellfeier (* 1991), Fußballspielerin
- Burkhard Hennen (* 1946), langjähriger Leiter des Moers Festival
- Nadine Hentschke (* 1982), Leichtathletin
- Ludwig Franz Houben (1803–1884), Jurist und Politiker
- Benjamin Kleibrink (* 1985), Florettfechter
- Herbert Kleinbruckner-Gautam (* 1949), Bildhauer und Grafiker, schuf den Römer-Brunnen und das Mahnmal für die Familie Leiss
- Heinz Kremers (1926–1988), evangelischer Theologe und Theologie-Professor
- Alfred Lemmnitz (1905–1994), Minister für Volksbildung der DDR
- André Lenz (* 1973), Fußballtorwart
- Friedhelm Missmahl (1904–1967), Politiker (SPD)
- Wilhelm Müller (1912–1990), Widerstandskämpfer und buddhistischer Sozialaktivist
- Otto Ottsen (1869–1954), Lehrer am Seminar in Moers und Autor
- Johannes Piscator (1546–1625), reformierter Theologe
- Hermann Schmidhäußler (1875–1963), technischer Beigeordneter in Moers, später Solingen
- Jürgen Schmude (1936–2025), Politiker (SPD)
- Nikolaus Schneider (* 1947), evangelischer Theologe
- Agnes Simon (1935–2020), ungarisch-deutsche Tischtennisspielerin, lebte in Moers
- Béla Simon (1920–1996), ungarisch-deutscher Tischtennisspieler, lebte in Moers
- Sascha Stowasser (* 1971), Arbeitswissenschaftler
- Jörg Strube (* 1971), Fußballspieler
- Lars Wilmsen (* 1993), Volleyballspieler
- Josef Winckler (1881–1966), Schriftsteller
- Ibrahim Yetim (* 1965), Politiker (SPD)
- Franz Ludwig Zahn (1798–1890), evangelischer Pädagoge
- Johannes Zahn (1828–1905), evangelischer Pädagoge